# Petrus Johannes van Swinderen

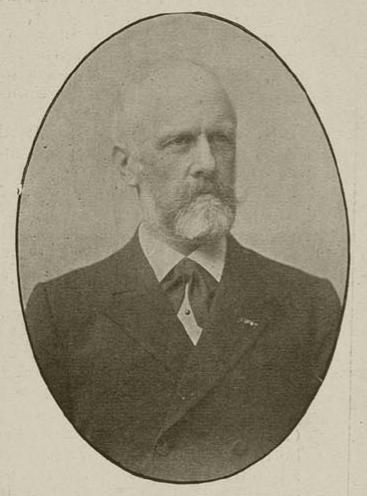
P.J. van Swinderen

Petrus Johannes van Swinderen (Groningen, 25 juli 1842 - Den Haag, 19 december 1911) was een Nederlands jurist, bestuurder en vice-president van de Raad van State.

## Leven en werk

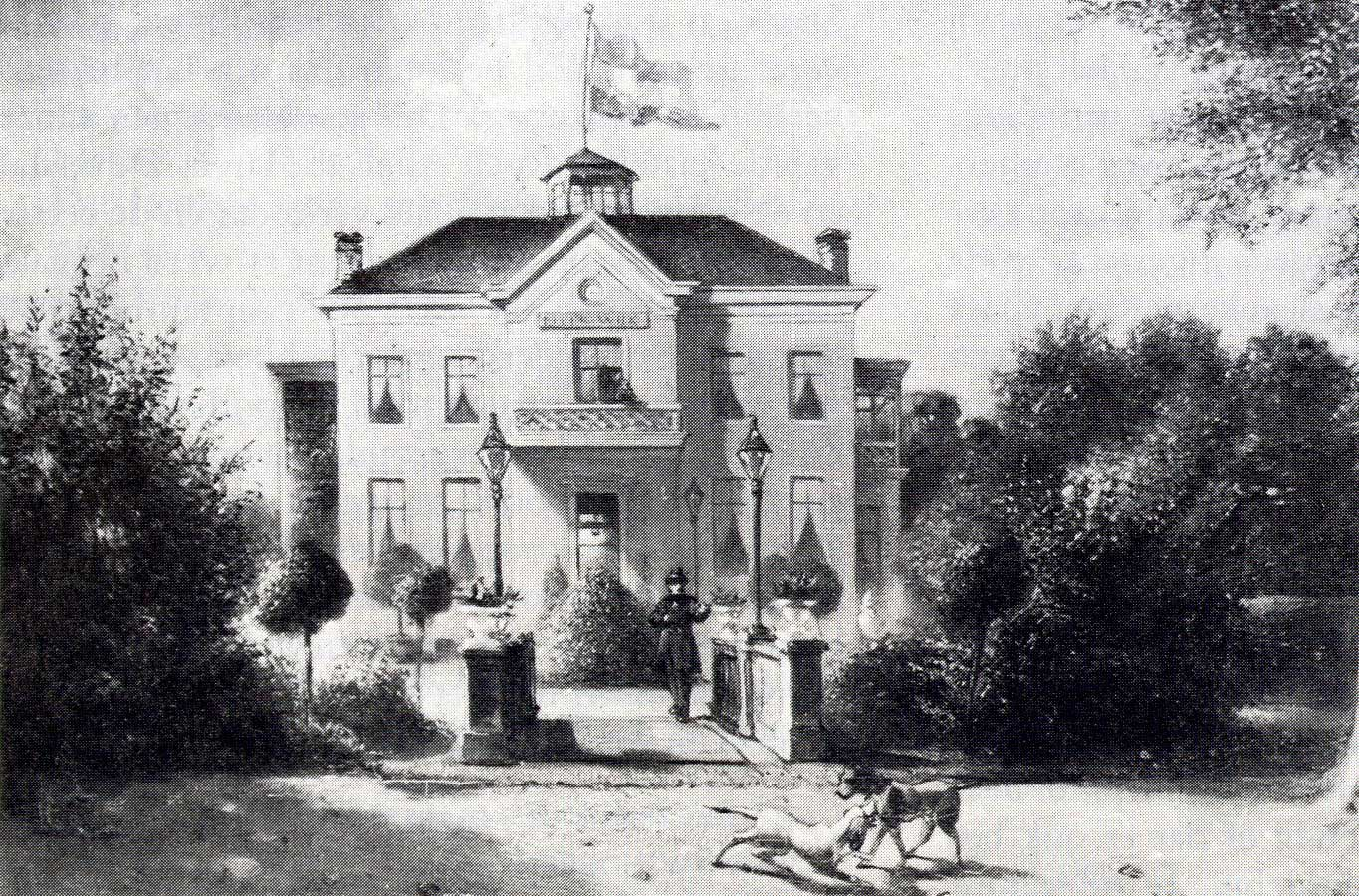
Het buitenverblijf Meerwijk te Midlaren dat Van Swinderen erfde van zijn vader

Van Swinderen, telg uit het geslacht Van Swinderen, was afkomstig uit een calvinistische Groningse regentenfamilie. Hij was een zoon van Oncko Quirijn Jacob Johan van Swinderen en Catharina Cornelia Naamen (1804-1844). Was tot 1888 advocaat en kantonrechter in Groningen. Hij maakte in Drenthe als Commissaris des Konings in Drenthe (1888-1903) de periode van de veenstakingen mee, alsmede de groei van de politieke bewegingen. Dankzij hem werden ook antirevolutionaire bestuurders benoemd. In 1903 werd hij benoemd tot vice-president van de Raad van State, welke functie hij tot zijn overlijden bekleedde. Hij werd begraven in het familiegraf van de familie Van Swinderen op het kerkhof van Noordlaren.
Na het overlijden van zijn vader in 1870 erfde hij het buitenverblijf Meerwijk te Midlaren. Zijn erfgenamen verkochten het buitenverblijf in 1934. In 1942 ging Meerwijk door brand verloren.